# Gâteau au vin blanc
Le gâteau au vin blanc ou gâteau au vin blanc d'Alsace est un dessert alsacien.  

## Ingrédients
Ce dessert traditionnel nécessite farine, sucre, œufs, raisins secs, levure, huile et vin d'Alsace. Certaines recettes remplacent les raisins par un zeste d'un citron râpé et la cannelle par les quatre épices.

## Préparation
Sucre, œufs et levure sont mélangés jusqu'à ce que le mélange blanchisse. Sont alors incorporés les raisins secs, la farine, l'huile, les épices et le vin qui sont fouettés afin d'obtenir une pâte lisse. La préparation est versée dans un moule à cake et enfournée jusqu'à ce que le dessus du gâteau soit bien doré,.

## Accord mets/vin
Traditionnellement le vin blanc qui a servi à préparer ce gâteau est servi en accompagnement. Il peut s'agir d'edelzwicker, de chasselas, de gewurztraminer, de muscat, de pinot, de riesling, ou de sylvaner. Le crémant d'Alsace peut tous les remplacer. 